# Мораторій на застосування смертної кари
Морато́рій на застосува́ння сме́ртної ка́ри — ініціатива, спрямована на глобальне призупинення (не скасування) виконання вироків щодо смертної кари без законодавчих змін (щодо скасування смертної кари, зберігаючи юридичну можливість застосовувати її знову в майбутньому) та скорочення переліку злочинів, які караються смертною карою. Вперше схвалена 18 грудня 2007 резолюцією Генеральної Асамблеї ООН 62/149 відкритим голосуванням держав-членів ООН 104 голосами проти 54 при 29 утриманих під час 62-ї сесії Генеральної Асамблеї Організації Об'єднаних Націй.

## Голосування
Проєкт резолюції A/C.3/62/L.29, який запропонували 1 листопада 2007 року 74 держави-члени ООН, а пізніше до співавторства долучилися ще 6 держав (напівжирним шрифтом), ухвалили 15 листопада на 46 засіданні Третього  комітету 99 голосами проти 52 при 33 утриманих (тоді як проєкти поправок A/C.3/62/L.68–81 комітет відхилив) та 18 грудня на 76 пленарному засіданні 62-ї сесії Генеральної Асамблеї простою більшістю присутніх як A/RES/62/149:
| Голос         | Кількість | Держави-члени Організації Об'єднаних Націй |
| ------------- | --------- | --- |
| За            | 104       | Австралія, Австрія, Азербайджан, Албанія, Алжир, Ангола, Андорра, Аргентина, Бельгія, Бенін, Болгарія, Болівія, Боснія і Герцеговина, Бразилія, Буркіна-Фасо, Бурунді, Вануату, Велика Британія, Венесуела, Вірменія, Габон, Гаїті, Гватемала, Гондурас, Греція, Грузія, Данія, Домініканська Республіка, Еквадор, Естонія, Ізраїль, Ірландія, Ісландія, Іспанія, Італія, Кабо-Верде, Казахстан, Камбоджа, Канада, Киргизстан, Кіпр, Кірибаті, Колумбія, Коста-Рика, Кот-д'Івуар, Латвія, Литва, Ліхтенштейн, Люксембург, Маврикій, Мадагаскар, Малі, Мальта, Маршаллові Острови, Мексика, Мозамбік, Молдова, Монако, Намібія, Науру, Непал, Нідерланди, Нікарагуа, Німеччина, Нова Зеландія, Норвегія, Палау, Панама, Парагвай, Південно-Африканська Республіка, Північна Македонія, Польща, Португалія, Республіка Конго, Росія, Руанда, Румунія, Сальвадор, Самоа, Сан-Марино, Сан-Томе і Принсіпі, Сербія, Словаччина, Словенія, Східний Тимор, Таджикистан, Тувалу, Туреччина, Туркменістан, Угорщина, Узбекистан, Україна, Уругвай, Федеративні Штати Мікронезії, Філіппіни, Фінляндія, Франція, Хорватія, Чехія, Чилі, Чорногорія, Швейцарія, Швеція, Шрі-Ланка |
| Проти         | 54        | Антигуа і Барбуда, Афганістан, Багамські Острови, Бангладеш, Барбадос, Бахрейн, Беліз, Ботсвана, Бруней, Гаяна, Гренада, Домініка, Ефіопія, Єгипет, Ємен, Зімбабве, Індія, Індонезія, Ірак, Іран, Йорданія, Катар, Китайська Народна Республіка, Коморські Острови, Кувейт, Лівійська Джамахірія, М'янма, Мавританія, Малайзія, Мальдіви, Монголія, Нігерія, Оман, Пакистан, Папуа Нова Гвінея, Північна Корея, Саудівська Аравія, Сент-Вінсент і Гренадини, Сент-Кіттс і Невіс, Сент-Люсія, Сирія, Сінгапур, Соломонові Острови, Сомалі, Сполучені Штати Америки, Судан, Суринам, Таїланд, Тонга, Тринідад і Тобаго, Уганда, Чад, Ямайка, Японія |
| Утрималися    | 29        | Білорусь, Бутан, В'єтнам, Гамбія, Гана, Гвінея, Демократична Республіка Конго, Джибуті, Екваторіальна Гвінея, Еритрея, Замбія, Камерун, Кенія, Куба, Лаос, Лесото, Ліберія, Ліван, Малаві, Марокко, Нігер, Об'єднані Арабські Емірати, Південна Корея, Свазіленд, Сьєрра-Леоне, Танзанія, Того, Фіджі, Центральноафриканська Республіка |
| Не голосували | 5         | Гвінея-Бісау, Перу, Сейшельські Острови, Сенегал, Туніс |
| Всього        | 192       | |

У наступні роки кожен другий рік Генеральна Асамблея підтверджує свій попередній заклик до глобального мораторію на виконання смертних вироків:
| Документ     | Дата           | Сесія | Результат голосування                            |
| ------------ | -------------- | ----- | ------------------------------------------------ |
| A/RES/62/149 | 18 грудня 2007 | 62    | 104 за, 54 проти, 29 утрималися, 5 не голосували |
| A/RES/63/168 | 18 грудня 2008 | 63    | 106 за, 46 проти, 34 утрималися, 6 не голосували |
| A/RES/65/206 | 21 грудня 2010 | 65    | 109 за, 41 проти, 35 утрималися, 7 не голосували |
| A/RES/67/176 | 20 грудня 2012 | 67    | 111 за, 41 проти, 34 утрималися, 7 не голосували |
| A/RES/69/186 | 18 грудня 2014 | 69    | 117 за, 37 проти, 34 утрималися, 5 не голосували |
| A/RES/71/187 | 19 грудня 2016 | 71    | 117 за, 40 проти, 31 утрималися, 5 не голосували |
| A/RES/73/175 | 17 грудня 2018 | 73    | 121 за, 35 проти, 32 утрималися, 5 не голосували |
| A/RES/75/183 | 16 грудня 2020 | 75    | 123 за, 38 проти, 24 утрималися, 8 не голосували |
| A/RES/77/222 | 15 грудня 2022 | 77    | 125 за, 37 проти, 22 утрималися, 9 не голосували |